# TV Anísio Teixeira
A TV Anísio Teixeira é um veículo de comunicação educacional que faz parte da Rede Anísio Teixeira/ Instituto Anísio Teixeira/Secretaria da Educação do Estado da Bahia. A TV Anísio Teixeira atua em atividades destinadas a educadores e educandos, produzindo conteúdos audiovisuais educacionais livres com um valor formativo e colaborativo. A grade de programação que é desenvolvida desde 2008 conta com uma diversificada programação, contando com conteúdos relacionados às diversas áreas curriculares que podem ser utilizados tanto em aulas do ensino fundamental e médio, quanto em ações de formação docente. As produções da TV Anísio Teixeira abordam conteúdos curriculares e temas transversais de forma lúdica e interdisciplinar.

## Programação
Integram a grade de programas da TV Anísio Teixeira:
Primeira Temporada- conteúdos produzidos entre 2009 e 2012: 
- Almanaque Viramundo
- Campanhas Educativas
- Máquina de Democracia
- Dois Dedos de Prosa
- Muito prazer!
- Ginga: Corpo e Cultura
- EnCenAção – Teleteatro
- Identidades
- Poesia de Cada Dia
- Meu Avô, o Circo
- Etnomatemática
- Questão de Língua

Segunda Temporada: Programa Intervalo - conteúdos produzidos em 2013 e 2014:
Vídeos produzidos nas formações: 
- Curso de Interpretação e Produção de Vídeos Estudantis
- Memórias e Identidades
- Cobertura Colaborativa

## Programa Intervalo
São quadros do Programa Intervalo:
- Cotidiano
- Diversidades
- EnCenAção
- Faça Acontecer
- Filmei!
- Gramofone
- Histórias da Bahia
- Minha Escola, Meu Lugar
- Ser Professor